# Жуков, Станислав Владимирович
Станисла́в Влади́мирович Жу́ков (род. 13 февраля 1988) — российский футболист, нападающий.

## Карьера
Профессиональную карьеру начал в 2006 году — провёл четыре игры в чемпионате Литвы за «Шяуляй» — во всех матчах выходил на замену в концовке. Далее выступал во Втором российском дивизионе за клубы «Юнит» (2006—2008) и «Горняк» (2008—2009).

## Достижения
- Серебряный призёр зоны «Урал-Поволжье» Второго дивизиона: 2009